# Lujesaaret
Lujesaaret är en ö i Finland. Den ligger i sjön Onkamojärvi och i kommunen Salla i den ekonomiska regionen  Östra Lapplands ekonomiska region  och landskapet Lappland, i den norra delen av landet, 800 km norr om huvudstaden Helsingfors. Öns största längd är 40 meter i öst-västlig riktning. Notera att namnet antyder att det är fråga om flera öar.

## Klimat
Trakten ingår i den boreala klimatzonen. Årsmedeltemperaturen i trakten är −4 °C. Den varmaste månaden är juli, då medeltemperaturen är 14 °C, och den kallaste är februari, med −18 °C.